# Angela Similea
Ioana Angela Similea (n. 9 iulie 1946, 1 Decembrie, România) este o cântăreață română de muzică ușoară, de mare succes în anii '70-'80. Printre marile ei hituri se numără: "Bun venit rază de soare", "Nesuferită tristețe", "Când băieții ne privesc", "Un albastru infinit", "Dacă n-ai fi existat", "Grăbește-te și vino", "Balada iubirilor deschise", "Recheamă-mă și-am să revin", "Voi cânta pentru mileniul trei", "Nu-mi lua iubirea", "Viața merge iubind înainte", "Ultimul tramvai", "Tangoul" și "Să mori de dragoste rănită".

## Biografie

### Copilăria și adolescența (1946 - 1969)
Născută pe 9 iulie 1946 în comuna 1 Decembrie din județul Ilfov, Angela Similea a fost cel mai mare din cei trei copii ai cuplului Petre și Gherghina. Petre era originar din zona Bucureștiului, iar Gherghina provenea din comuna Pecineaga, Constanța și era singura singura fată din 12 copii ai familiei. Famillia avea să sufere după instaurarea regimului comunist deoarece era considerată neam de cheaburi, unul dintre frați fiind deportat în Ardeal, în timp ce autoritățile comuniste au ucis în bătaie soția altuia, ca urmare a refuzului de a participa la colectivizare.
Cuplul s-a cunoscut în timpul celui de-al Doilea Război Mondial, când Petre, care făcea parte din corpul sanitar, a fost încartiruit în satul în care locuia Gherghina. Perechea s-a căsătorit și, după terminarea stagiului miliar, s-a mutat în comuna 1 Decembrie, Petre lucrând la Palatul Elisabeta ca oștean în gardă, Gherghina fiind și ea angajată acolo ulterior – aceasta avea în grijă apartamentul reginei mamă. Mama ei a năcut-o acasă, fiind moșită de bunica maternă, Anghelușa, după care avea să fie numită. După Abdicarea regelui Mihai, Petre a devenit ucenic la uzinele de țevi Republica, iar Gherghina împletea ciorapi pentru vânzare, familia având lipsuri financiare.
Similea, a avut doi frați mai mici, Mihai (1948 - 2017) și Victor (1952). Atracția față de muzică și-a manifestat-o încă din copilărie, când, deși foarte timidă, obișnuia să cânte romanțe atunci când călătorea cu tramvaiul, spre neplăcerea mamei sale, care încerca mereu să o facă să se oprească. Verile copilăriei și le petrecea într-un sat din Dobrogea, unde trăia bunica ei maternă, alături de verii ei.
Ca adolescentă, severitatea mamei, precum și faptul că nu o lăsa să iasă la „ceaiuri” alături de prietenele ei i-au provocat un complex de inferioritate. O mare influență în alegerea carierei de cântăreață a fost când a asistat, alături de tatăl său, pentru prima dată la un concert al Mariei Tănase. Totuși, din cauza refuzului categoric al mamei de a o lăsa să urmeze o carieră care nu-i oferea siguranță materială (spunându-i că trebuie sa aibă o „meserie decentă”), a vrut să urmeze o facultate de medicină pentru a deveni medic pediatru.
A urmat studiile Liceului Teoretic Nr. 6 "Dumitru Petrescu"; Luminița Dobrescu i-a fost colegă. Ca urmare a timidității Similea refuza întâlnirile și ieșirile cu băieții. Faptul că fetele de vârsta ei aveau iubiți a făcut-o să se simtă diferită și neliniștită.
În timpul liceului, Similea a cântat în corul școlii, după profesorul de muzică Marin Teofil i-a descoperit talentul, ulterior îndrumând-o către compozitorul George Grigoriu, care conducea atunci ansamblul UTC. Acesta a stabilit ca Angela Similea să ia lecții de canto cu Florica Orăscu, care a lucrat cu mulți alți interpreți din aceeași generație precum Aura Urziceanu, Mirabela Dauer], Dida Drăgan, Mihai Constantinescu și Olimpia Panciu, ce i-au fost colegi în cadrul Școlii Populare de Arte. Deoarece Florica Orăscu a considerat că viitoarea artistă avea o voce „prea cristalină” i-a recomandat să se apuce de fumat pentru a căpăta gravitate. După o perioadă relativ scurtă, vocea Angelei Similea s-a maturizat, coborând și devenind mai profundă. Începe să cânte în 1965 în mișcarea de amatori, afirmându-se în cadrul Festivalului artiștilor amatori, obținând locul III cu piesa „Câmpia sub lună” de V. Veselovski, obținând apoi premiul I la concursul Primăvara bucureșteană.
Aici îi întâlnește pentru prima dată pe profesorul Marcel Dragomir și corepetitorul Marius Țeicu - în anii următori avea să colaboreze des cu cei doi, compunându-i mai multe dintre șlagărele sale.

### Debutul la "Cerbul de Aur" și "Un albastru infinit (1970 - 1979)
Primul succes îl obține odată cu premiul II de la Festivalul Internațional „Cerbul de Aur”, din martie 1970 unde a obținut Cerbul de Argint pentru interpretarea cântecelor "După noapte, vine zi" și "Amurgul". Interpretările au fost difuze de TVR 1 și Radio România. Înregistrarea obținută de la radio a fost transpusă pe discul EDE 0473, reprezentând prima apariție discografică a lui Similea.
La televiziune debutează în cadrul emisiunii-concurs Emoții în premieră cu melodiile "Așa ești tu" și "Guantanamera".  Au urmat o serie de filmări și apariții la televiziunea publică „de mai puțină importanță”, până ce Titus Munteanu i-a propus să facă parte dintr-un recital, devenind primul ei astfel de eveniment. Colaborarea a ajutat-o pe Similea să învețe cum să lucreze în televiziune, colaborând cu artiști precum Olimpia Panciu, Marius Țeicu și Mihai Constantinescu. Munteanu și Similea au rămas prieteni până la sfârșitul vieții lui. După succesul înregistrat a primit o ofertă de a lucra în Las Vegas, pe care a refuzat-o.
În 1971 lansează șlagărul lui George Grigoriu Amurgul, cu care va obține premiul special al juriului la concursul Ancora Děčínului din Cehoslovacia.
În 1972, la Festivalul Orfeul de aur  din Bulgaria, obține locul II cu melodia "Tu ești primăvara mea" de Florin Bogardo, numele artistei fiind scandat de către publicul bulgar. Participarea ei a fost menționată și de revista Billboard.
În 1977, lansează cântecul "Un albastru infinit", compus de Marcel Dragomir, cu care avea să obțină premiul I la Festivalul Mamaia. Muziciana a participat și la Festivalul Sopot din Polonia unde trebuia să interpreteze cântecul "Un albastru infinit" și "Țurai" alături de Marius Țeicu și Olimpia Panciu. Deoarece partiturile orchestrației pentru "Un albastru infinit" nu au sosit la timp, deși au fost trimise prin ambasadă, Țeicu a realizat știmele pentru cântecul a capella "Pastel", cu o seară înainte de începerea festivalului, pentru a fi interpretat de corul polonez, orchestrația pentru "Un albastru infinit" fiind mult mai complexă și greu de redat, pentru ca Similea să poată participa. În dimineața festivalului, organizatorii au decis să o mute pe Similea în deschierea concertului, dar aceasta a refuzat. Avea să câștige premiul "Miss Zoom" ("Miss Festival").

### Apogeul (1980 - 1990)
În 1981 intră în distribuția musicalului Corina realizat de compozitorul Edmond Deda și Cella Tănăsescu după Jocul de-a vacanța (Mihail Sebastian). Similea consideră că această oportunitate a transformat-o în interpretă, până atunci fiind „doar cântăreață.” Au urmat apoi Fratele meu, Charles (după comedia Școala bârfelilor de Richard Rinsley Sheridan) și Adio femei. În cadrul unei emisiuni de pe Radio România din noiembrie 1981 a debutat piesa „Piano pianissimo.”
În 1982 compoziția „Numai lângă tine” a fost laureată la festivalul de la Bratislava, Cehoslovacia (astăzi, Slovacia).
În 1985 apare în filmul Rămășagul regizat de Ion Popescu Gopo. De-a lungul carierei a reușit să colaboreze cu unii dintre cei mai mari și mai buni compozitori români: Ion Cristinoiu, Marcel Dragomir, Marius Țeicu, Zsolt Kerestely, Temistocle Popa, Dan Iagnov, Marian Nistor, Florin Bogardo, Adrian Enescu, George Grigoriu.
După ediția din 1985 a Festivalului de la Mamaia, unde a interpretat trei cântece, Similea a refuzat să mai concureze, dorind să lase loc tinerelor talente. A ajuns la această concluzie după ce numărul pe care l-a pregătit a fost considerat de către organizatori ca fiind „cu mult deasupra nivelului festivalui.” De asemenea, muziciana a interpretat decizia organizatorilor ca fiind una în care aceștia nu urmăreau dezvoltarea artistică a evenimentului. În același an Electrecord lansează un box set cu primele trei albume de studio ale muzicienei.
Turneele sale cu Savoy, în mod special, s-au bucurat de o popularitate foarte mare, susținând uneori trei concerte pe zi, inclusiv în săli de sport, pentru a putea face față cererii ridicate din partea publicului. Octavian Ursulescu avea să compare acest succes cu cel al vedetelor internaționale.
În ziua în care fiul lui Similea se pregătea să plece la studii în străinătate, Țeicu a sunat-o pentru a-i oferi un nou cântec. În ciuda refuzului inițial, din cauza stării psihice în care se afla pentru că urma să se afle la distanță de copilul său, compozitorul a insistat. Similea a ascultat plângând noua compoziție, „Nu-mi lua iubirea”, pe care avea să o interpreteze avându-l în minte pe fiul ei. Piesa s-a bucurat de succes foarte mare în rândul publicului.
Fiind fană a lui Temistocle Popa, Similea l-a rugat să-i compună un cântec - acesta avea să fie „Iubite”, piesă ce s-a bucurat de o popularitate mare în rândul publicului. În cadrul emisiunii Five O Clock aceasta a vorbit despre faptul că pauza muzicală pe care a luat-o după căderea regimului comunist a afectat succesul pe durată lungă a cântecului.

### Succes fluctuant și "Să mori de dragoste rănită" (1991 - 2004)
Similea a fost primul artist care după 1990 a organizat, dar și prezentat primul teledon din România, Telefon Leucemia, în anul 1994, având ca scop oferirea de ajutor copiilor cu leucemie, prin construirea unei secții de transplant de măduvă osoasă, ce nu exista în țară. Aceasta a licitat o parte din garderoba ei, suma strânsă fiind donată în scop caritabil. A fost pregătit și un album cu selecții din cântecele ei, profitul din vânzare fiind alocat ca donație. Suma strănsă a contribuit la a treia parte din achiziționarea unui aparat de către Spitalul Fundeni.
Melodia "Să mori de dragoste rănită", compusă de Marcel Dragomir, pe versurile lui Aurel Storin, a fost declarată "melodia secolului al XX-lea" de către public, cu ocazia galei organizate de TVR 2, în 2000. În 2005, Angela Similea a revenit pe piața muzicală, după zece ani de absență, cu un nou album, intitulat „Lumea mea”, realizat de Ovidiu Komornyk.
În 1990 Similea a fost invitată la Sanremo Libertà, ca parte a delației românești, acesta fiind un spectacol din cadrul Festivalului de la Sanremo organizat pentru țările fost-comuniste.
 Muziciana a interpretat cântecul „Nu-mi lua iubirea” într-o variantă tradusă în limba italiană.
În anii următori aparițiile televizate ale muzicienei, precum și ale altor artiști contemporani ei, au devenit tot mai rare, emisiunile dedicate muzicii ușoare fiind programate la ore târzii din noapte, când audiența era mică, lucru care i-a determinat pe mulți să refuze invitațiile.
A făcut parte din programul artistic de sărbătorile de iarnă de la TVR în 1996.
Similea a declarat că a participat la Festivalul de la Mamaia din 1995, nu pentru festival în sine, ci considerat-o oportunitatea cea mai potrivită pentru a lansa „o piesă de un asemenea profesionalism” și pentru a demonstra că „slagărul nu a murit.”
În vara anului 1996 a mai organizat un concert caritabil la Sala Radio, în colaborare cu Clubul România UNESCO, pentru copiii supradotați în muzică. În toamna aceluiași an a luat parte la un spectacol de binefacere pentru construirea unei cantine pentru copiii străzii.
Cântecul Să mori de dragoste rănită a fost apreciat de către publicația Actualitatea Muzicală, Octavian Ursulescu scriind că este o „piesă în care Angela
Similea a pus durere, disperare, speranță, credință, fervoare și tulburător dramatism.”
Participă la un concert la Sala Palatului din București alături de mulți colegi din generație pe 17 noiembrie.
Pe 13 decembrie 2004 primește Ordinul Meritul Cultural în grad de Cavaler, Categora B – Muzică din partea statului român.

### "Lumea mea": Revenirea în atenția publicului și retragerea (2005 - prezent)
„În anul 2003, într-un turneu in Germania, Ovidiu Komornyik mi-a propus o colaborare în vederea realizării unui album. Fondul era prielnic: acumulasem mult dor de cântec și adunasem suficientă «ocară» din partea publicului, care ma dojenea pentru «abandon». Așa ca am pornit lucrul și, exact dupa nouă luni, s-a nascut «Lumea mea». O dată cu aceasta am revenit pe scenă, iar publicul m-a așezat pe același loc, al meu: așa am simțit! Avându-l pe Ovidiu alături mi-a fost mai ușor să mă adaptez în noua formă de întâlnire dintre artist și publicul de azi!”—Angela Similea
Participă în 2006 la concertul ce aniversa 50 de ani de la înființarea Teatrului de Revistă din Galați.
În 2007 ia parte, alături de Chiriac, Dauer și Pâslaru la o ediție specială Marius Tucă Show, dedicată acestora.
Pe 20 septembrie 2008 a primit diploma de excelență din partea primarului Bucureștiului cu ocazia Zilelor Bucureștiului. Pe 12 decembrie are loc Gala „10 pentru România”, unde, interpretează piesa „Confesiune” alături de Chiriac și Pâslaru, toate trei fiind laureate cu Premiul de Excelență.
Similea a revenit pe scena americană în 2015, susținând un concert în Atlanta alături de Komornyk, iar în 2016 a susținut o serie de concerte în țară, după o pauză de patru ani.

## Viața personală
Prima căsătorie a fost cu Andi Constantin, electrician de meserie.
Primul bărbat pe care considera că l-a iubit cu adevărat a fost contrabasistul lui Sile Dinicu, Sorin Movileanu, pe care l-a cunoscut în octombrie 1971. Similea s-a căsătorit cu acesta după ce a dat naștere singurului ei copil pe care l-a numit Sorin, ca pe tatăl său. Titus Munteanu a fost atât nașul de cununie al cuplului, cât și al copilului acestora. Relația a devenit nefericită din pricina mai multor lucruri, inclusiv gelozia excesivă pe care o avea Movileanu, iar cuplul a divorțat. Similea cunoștea tendința spre gelozie a lui Movileanu, însă a decis să se căsătorească cu el pentru a-i oferi fiului său un cămin.
Similea a ajuns, din nou, la altar alături de Jan Hilgen, un om de afaceri din Olanda pe care l-a cunoscut prin intermediul unor prieteni americani, în România. Muziciana a acceptat să se căsătorească cu el după ce l-a refuzat mai multe ori. Acesta i-a înfiat fiul, iar Similea i-a dezvăluit acestuia că Movileanu este tatăl său biologic după ce împlinise 20 de ani. Căsătoria i-a oferit iar lui Similea ocazia de a se muta în Vest, dar aceasta a refuzat, considerând că se simte mai protejată în România, alături de familie, în același timp, nevrând să-și dezamăgească publicul. Datorită statului social pe care îl avea Similea, Hilgen a putut să-și extindă afacerile în România mult mai ușor. În cartea Angela - Cântec și rugă (1998), aceasta avea să declare: „într-un fel acesta a fost singurul meu soț.” Căsătoria a durat 17 ani, cei doi divorțând în 1991.
Fiul ei, Sorin, a plecat la 12 ani să studieze în Elveția și, ulterior, în Statele Unite ale Americii, unde avea să se stabilească.
Similea s-a declarat „fascinată” de colaboratorul ei frecvent din anii 1980, Florin Piersic.
Ultimul soț al lui Similea a fost omul politic Victor Surdu, cei doi căsătorindu-se pe 9 februarie 1999. Acesta avea două fiice din căsătoria anterioară. În același an Surdu a ridicat o vilă de 16 camere în Mataraua, Călărași în care s-a mutat perechea. Cuplul a deținut împreună cu fiicele lui Surdu o companie de leasing ce în 2006 avea un capital social de 11,7 milioane lei. Similea era acționar al firmei cu 19,487%. Surdu a obținut în 2007 un împrumut în valoare de aproximativ 700.000 de euro pentru afacerile sale. Nereușind să plătească datoria, Similea i-a devenit girant în 2010. În toamna aceluiași an, mama sa a decedat la vârsta de 87 de ani.
În 2010, cuplul a trecut vila pe numele fiicelor lui Surdu, deși a continuat să locuiască acolo. În același an, a fost dezvăluit faptul că afacerile familiei nu se mai bucurau de succes, perechea având datorii de peste 6 milioane de euro. Ca urmare a datoriilor față de creditori, bunurile cuplului, inclusiv un service auto și un motel din Afumați, precum și apartamentul moștenit de Similea de la părinții ei din Drumul Taberei, au fost executate de bancă. Pe pe 7 aprilie 2011 Surdu a decedat. În același an, proprietăți din Vișani, Bârnova, Iași, care au fost confiscate de regimul comunist au fost retrocedate familiei Surdu. În 2016, fratele lui Surdu, Gabriel, om de afaceri și liderul de grup al consilierilor locali PSD, le-a dat în judecată pe nepoatele sale și Similea pentru a disputa moștenirea. Instanța a decis în favorea lui Surdu în 2019. Ca urmare a problemelor financiare, Similea a locuit o perioadă la prieteni din București sau la fiul său în Statele Unite.
În 2024 Similea și-a achiziționat o vilă în Chiajna, unde locuiește în prezent.
Similea este unul dintre memmbrii fondatori ai Grupului România UNESCO, Fundatia „Marcel Guguianu”.

## Imaginea publică și stilul
„Și dacă iubești muzica, ceea ce faci pe scenă, la televizor, pe disc [...] Ești obsedat, supt, frământat, ocupat, sub presiune mereu, te bântuie un fanatism perfecționist, o adâncă seriozitate, îți macină viața.” - Angela Similea, 1998 
Vocea muzicienei a fost descrisă ca fiind „un glas vibrant, profund, cu o întindere muzicală inconfundabilă, cu un timbru vocal specific, o voce inimitabilă”, dar și "de neînlocuit" și "o voce cu nuanțe de cristal, cu un timbru aparte" ce are "modulații inconfundabile." În cartea Angela - Cântec și rugă, Smaranda Jelescu i-a descris vocea ca fiind "amplă, dramatică." Versurile celor mai multe compoziții interpretate de Similea, la fel ca cele pe care le interpretau alți soliști de la sfârșitul secolului al XX-lea (ca Mirabela Dauer, Marian Nistor sau Cătălin Crișan), au fost criticate de unii ca fiind siropoase,  deși Smaranda Jelescu a contracat această opinie susținând că „ei (interpreții de muzică ușoară) cântă în realitate muzică cultă, scrisă de compozitori cu înalte studii ca atare.”
Muziciana a atras atenția asupra sa de-a lungul carierei și datorită aspectului fizic, fiind considerată una dintre cele mai frumoase femei din România, având o înfățișare "statuară."  De asemenea, rochiile sale elegante au contribuit la crearea imaginii sale, strânind curiozitatea publicului pentru ce ținută avea să poarte la următoarea apariție în public; adesea, modul ei de a se îmbrăca avea să fie sursă de inspirație pentru românce.
 Printre colaborările cu diferiți creatori de modă se numără Irina Stângă (la începutul carierei), Lidia Luludis, Lia Manțoc, Cătălin Botezatu și Carmen Gardef.
Artista s-a bucurat de succes în rândul publicului și datorită personalității sale rafinate, precum și a intensității de care dădea dovadă în timpul concertelor. În mod special în perioada anilor 1980, deoarece publicul nu avea voie să urce pe scenă pentru a-i oferi flori, acestea erau aruncate pe scenă, încărcând scena cu flori.
Datorită succesului comercial foarte mare pe care l-a înregistrat muziciana de-a lungul anilor, aceasta mai este supranumită „Doamna șlagărelor” sau „Cea mai iubită cântăreață de muzică ușoară”. Conform unui sondaj CURS realizat pentru Jurnalul Național în anul 2009, Angela Similea a fost declarată ca fiind „cea mai apreciată cântăreață” din ultimii 20 de ani de către public.
Cântăreața s-a descris ca fiind perfecționistă, atunci când vine vorba de munca din studioul de înregistrări,  declarând că merge cu lecția învățată. Similea a luat lecții de dans, plăcându-i foarte mult să danseze, fiind fană a dansului sportiv. Ca artiști care au avut un puternic impact asupra muzicii, Similea i-a enumerat pe Michael Jackson, pe care l-a descris ca fiind un „geniu”, declarând că îl adoră, Celine Dion, ABBA, Elvis Presley și The Beatles. Artista este cinefilă, iubind în egală măsură teatrul și opera. Muziciana și-a exprimat admirația și pentru Toto Cutugno, atât muzical, cât și pentru actele sale caritabile.
Cântăreața și-a exprimat interesul de a lansa un album live sau un DVD, dar a refuzat oferta din partea TVR pentru DVD, considerând-o „jenantă”. Titus Muntean a declarat că Similea este artistul cu cele mai multe înregistrări pentru televiziune din perioada predecembristă.
Alexandra Ungureanu a descris-o pe Similea ca fiind un idol pentru ea.

### Colaboratori frecvenți
„Pentru Angela nu contează dacă evoluează pe o mare scenă de concurs național sau internațional, la San Remo sau Râmnicu Sărat. Ea se dăruiește publicului cu aceeași fervoare - dacă în sală sunt cinci mii de oameni sau cinci sute, ea dă totul, la fel” - Marius Țeicu, 1998 
Angela Similea a colaborat cu Marcel Dragomir pentru multe piese de-a lungul anilor, „Un albastru infinit” și „Să mori de dragoste rănită” fiind considerate ca fiind cele mai bune colaborări ale celor doi. În cadrul unei ediții din noiembrie 1981 a emisiunii Dialog pe portativ de pe Radio România, aceasta l-a numit pe Dragomir ca fiind compozitorul ei preferat. Alte compoziții care au fost lansate ca urmare a colaborării dintre cei doi includ Vorbe, doar vorbe, Mă rog, Când băieții ne privesc (1974), Nu vreau să-mi dai infinitul, Un albastru infinit (1976), E mare lucru să fii om (1983), Împreună vom învinge (1984), Trenul galben fără cai. (1985).
Similea l-a descris pe Adrian Enescu ca fiind „americanizat, mai occidental”, ca răspuns la afirmația că acesta a fost cel mai nonconformist compozitor cu care a lucrat.
Muziciana a colaborat frecvent cu Florin Piersic în anii 1980, declarând ulterior că era „fascinată” de el, considerându-l atât frumos, cât și talentat. Tot lui aceasta îi atribuie apropierea ei față de „adevărata cultură.”
Marius Țeicu o consideră „o mare doamnă a muzicii românești”, menționând că „este încărcată de emoție creatoare” și că adesea l-a inspirat în compozițiile sale. De asemenea, acesta și-a exprimat admirația față de respectul pe care aceasta îl poartă publicului după decenii de carieră.
Colaborarea cu Marian Nistor și grupul Savoy a durat mai mult de 20 de ani, perioadă în care artista a obținut mai multe șlagăre alături de ei. În ciuda succesului obținut împreună, inclusiv turnee în afara țării, colaborarea a fost ocazional criticată de către criticii de muzică.

## Discografie

### Șlagăre (selectiv)
- "Un albastru infinit" (1978)
- "Omleta din ouă de broască țestoasă" (1978)
- "Să te gândești din când în când la mine" (1983)
- "De ce te uiți la mine" (1983)
- "Când vei înceta să mă iubești" (1983)
- "Casa mea" (1983)
- "Nostalgie" cu Savoy (1985)
- "De n-ai să vii" (1985)
- "Iubește-mă de-ți plac cum sunt" (1985)
- "Grăbește-te și vino" cu Savoy (1985)
- "Dacă n-ai fi existat" (1985)
- "Recheamă-mă și-am să revin" cu Savoy (1986)
- "Am legat copacii la ochi" (1986)
- "Nu-mi lua iubirea" (1987)
- "Voi cânta pentru mileniul III" (1987)
- "Iubește-mă" (1987)
- "Cheamă iubirea, adu-o înapoi" (1988)
- "Nu voi plânge niciodată" (1988)
- "Fata cu cercei de smoală" (1988)
- "De dragul tău" (1989)
- "Iubite" (1989)
- "Hai să ne-mpăcăm" cu Savoy (1989)
- "Pentru inima mea și a ta" cu Savoy (1989)
- "Tu, iubirea mea" cu Marius Țeicu (1991)
- "Să mori de dragoste rănită" (1996)
- "Un roman de iubire" (1999)
- "Am viața mea" (2005)

### Filmografie
- 1984 - „Totul e posibil în joc” coproducție româno-olandeză regizor Bob Rooyens. În distribuție: Angela Similea, Therese Steinmetz, Radu Simion, Dida Drăgan.
- 1985 - Rămășagul - Zâna
- 1986 - Trenul de aur - cântăreața
- 1987 - O zi la București
- 2014 - Să mori de dragoste rănită (scurtmetraj) - regizor Iulia Rugină. În distribuție: Paul Radu, Angela Similea, Adina Stetcu.

### Musicaluri
- 1981 - musicalul „Corina” după „Jocul de-a vacanța” de Mihail Sebastian. În distribuție: Angela Similea, Florin Piersic, Matei Alexandru, Cella Tănăsescu.
- 1983 - „Fratele meu, Charles” musical de Edmond Deda care a avut premiera în data de 5 ianuarie 1983.
- 1991 - musicalul „Adio, femei” de Dan Iagnov/Dan V. Dumitriu, regia Mihai Berechet. În distribuție: Angela Similea, Ștefan Iordache și Lia Bugnar.

## Premii (selectiv)
- 1970 Festivalul Internațional Cerbul de Aur  – piese interpretate: „Marea cântă” (Paul Urmuzescu) și „După noapte vine zi” (Aurel Giroveanu /Tudor Mușatescu) - Cerbul de Argint
- 1983 «Melodii ‘82» „Casa mea” — Marele Premiu
- 1984 Festivalul Mamaia „De n-ai să vii” — Trofeul Festivalului
- 1985 «Melodii ‘84» „Trăiesc” — Marele Premiu
- 1986 «Melodii ‘85» „Voi cânta pentru mileniul trei” — Marele Premiu
- 1987 «Melodii ‘86» „Nu-mi lua iubirea” — Marele Premiu, Trofeul Festivalului
- 1996 Festivalul Mamaia „Să mori de dragoste rănită” – Trofeul Festivalului (la sectiunea șlagăre)
- 1998 Discul de platină (Electrecord)
- 1999 Microfonul de aur (Premiile «București ’99»)
- 1999 Diploma de Excelență (Festivalul «Crizantema de Aur»)
- 2000 Discul de aur (Electrecord)
- 2000 Premiul pentru 30 de ani de carieră arstistică (Electrecord)
- 2002 Premiul «Galei Muzicii Ușoare Românești» (Radio Actualități)
- 2003 Premiul pentru cariera artistică (Festivalul Național «Floare de Tei»)
- 2004 Premiul Excelenței Interpretative (Revista „Actualitatea muzicală”)
- 2004 Ordinul  „Meritul Cultural” în grad de Cavaler, categoria B (Presedinția României)[55]
- 2005 Premiul de excelență (Premiile VIP)
- 2005 Premiul — „Vocație în promovarea muzicii naționale” (revista „Balcanii și Europa”)
- 2006 Premiul „Cel mai bun solist de muzică ușoară 2005” (Societatea Cosmopolitan)
- 2006 Gala „10 pentru România” nominalizare la categoria „Cel mai bun artist interpret”- 2005)
- 2007 Premiul „DISCUL DE AUR” pentru vânzări record ale albumului „Lumea mea” (Casa de Producție Ovo Music)[56]
- 2008 Premiul „DISCUL DE PLATINĂ” (Casa de Producție Ovo Music) pentru vânzări record.

Președintele României Ion Iliescu i-a conferit artistei Angela Similea la 10 decembrie 2004 Ordinul Meritul Cultural în grad de Cavaler, Categoria B - "Muzică", „pentru contribuțiile deosebite în activitatea artistică și culturală din țara noastră, pentru promovarea civilizației și istoriei românești”.

### Diverse
- Angela Similea și noi Arhivat în 9 august 2018, la Wayback Machine. website
- Facebook Oficial - Angela.Similea.si.noi
- GoldFMRomania.ro Arhivat în 5 iulie 2009, la Wayback Machine.
- Partitura cu lacrimi[nefuncțională]
, 22 mai 2006, Roxana Ioana Ancuța, Jurnalul Național
- Angela Similea, "Disc de Aur", 16 iunie 2007, Evelyn Badea, Adevărul
- Versuri Angela Similea Arhivat în 29 iulie 2011, la Wayback Machine.
- Gheorghe Chelu/ Tatiana Solomon (6 martie 2018), „Motivele dureroase pentru care Angela Similea s-a retras definitiv de pe scenă”, Click!, accesat în 9 martie 2018

### Videoclipuri muzicale
- Melodia Te-ncearcă viața uneori  în interpretarea duetului Angela Similea și Ștefan Iordache - Arhiva Societății Române de Televiziune
- Angela Similea & Stefan Iordache - E viața mea, din arhiva TVR

### Interviuri
- „Mi s-a părut extraordinar că Dumnezeu m-a lăsat să cânt aici, în limba aceasta în care îmi pot exprima cel mai bine sentimentele”, Formula AS - anul 1999, numărul 380
- Dialoguri sentimentale: Angela Similea, Corina Pavel, Formula AS - anul 2005, numărul 693